# بلیکی (کنتاکی)
بلیکی (به انگلیسی: Blackey) شهری در ایالت کنتاکی کشور ایالات متحده آمریکا است که جمعیت آن در سرشماری سال ۲۰۱۰ میلادی، ۱۲۰ نفر بوده‌است.